# Баратівська сільська рада (Новобузький район)
Баратівська сільська́ ра́да — адміністративно-територіальна одиниця та орган місцевого самоврядування в Новобузькому районі Миколаївської області. Адміністративний центр — село Баратівка.

## Загальні відомості
- Населення ради: 2 302 особи (станом на 2001 рік)

## Населені пункти
Сільській раді підпорядковані населені пункти:
- с. Баратівка
- с. Антонівка
- с. Вівсянівка
- с. Ганнівка
- с. Майорівка
- с. Мала Ганнівка
- с. Новопетрівка

### Колишні населені пункти
- с. Червона Поляна, зняте з обліку 16 березня 2000 року у зв'язку з переселенням жителів на підставі рішення Миколаївська обласної ради[1].

## Склад ради
Рада складається з 16 депутатів та голови.
- Голова ради: Солодухін Юрій Іванович
- Секретар ради: Меліхова Світлана Михайлівна

### Керівний склад попередніх скликань
| Прізвище, ім'я, по батькові | Основні відомості                                                         | Дата обрання | Дата звільнення |
| --------------------------- | ------------------------------------------------------------------------- | ------------ | --------------- |
| Петренко Павло Олексійович  | Сільський голова, 1971 року народження, безпартійний                      | 26.03.2006   | 19.05.2010      |
| Солодухін Юрій Іванович     | Сільський голова, 1958 року народження, освіта вища, член Народної партії | 31.10.2010   |                 |

Примітка: таблиця складена за даними сайту Верховної Ради України

### Депутати
За результатами місцевих виборів 2010 року депутатами ради стали:

#### За суб'єктами висування
| Суб'єкт висування               | Кількість обраних депутатів | %    |
| ------------------------------- | --------------------------- | ---- |
| Партія регіонів                 | 8                           | 50   |
| Самовисування                   | 7                           | 43,8 |
| Політична партія «Наша Україна» | 1                           | 6,3  |

#### За округами
| № округу                        | Прізвище, ім'я, по батькові      | Дата визнання обраним | Освіта           | Партійна приналежність                | Відомості про обраного депутата                                         |
| ------------------------------- | -------------------------------- | --------------------- | ---------------- | ------------------------------------- | ----------------------------------------------------------------------- |
| Партія регіонів                 |                                  |                       |                  |                                       |                                                                         |
| 2                               | Царук Раїса Миколаївна           | 03.11.2010            | середня          | член Партії регіонів                  | Баратівське стаціонарне відділення для людей похилого віку, завідувачка |
| 3                               | Сокур Марина Олександрівна       | 03.11.2010            | вища             | член Партії регіонів                  | Баратівський психоневрологічний інтернат, бухгалтер                     |
| 5                               | Петренко Наталія Іванівна        | 03.11.2010            | середня          | позапартійна                          | приватний підприємець                                                   |
| 7                               | Лощиніна Наталія Валентинівна    | 03.11.2010            | вища             | член Партії регіонів                  | Вівсянівський навчально- виховний комплекс, завідувачка                 |
| 8                               | Меліхова Світлана Михайлівна     | 03.11.2010            | середня          | член Партії регіонів                  | Баратівська сільська рада, секретар                                     |
| 11                              | Головченко Іван Володимирович    | 03.11.2010            | вища             | член Партії регіонів                  | тимчасово не працює                                                     |
| 12                              | Фролов Микола Якович             | 03.11.2010            | вища             | член Партії регіонів                  | пенсіонер                                                               |
| 15                              | Палашевська Наталя Йосипівна     | 03.11.2010            | середня          | член Партії регіонів                  | Майорівська загальноосвітня школа, кухар                                |
| Політична партія «Наша Україна» |                                  |                       |                  |                                       |                                                                         |
| 9                               | Кічак Віктор Дмитрович           | 03.11.2010            | вища             | член Політичної партії «Наша Україна» | Одноосібник                                                             |
| Самовисування                   |                                  |                       |                  |                                       |                                                                         |
| 1                               | Вишневський Юрій Борисович       | 16.12.2012            | незакінчена вища | позапартійний                         | Баратівська сільська рада, секретар виконавчого комітету                |
| 4                               | Данилюк Марія Петрівна           | 03.11.2010            | середня          | позапартійна                          | Баратівська сільська рада, землевпорядник                               |
| 6                               | Уйманова Ганна Іванівна          | 03.11.2010            | вища             | позапартійна                          | Баратівська загальноосвітня школа, завуч                                |
| 10                              | Рева Костянтин Анатолійович      | 03.11.2010            | вища             | позапартійний                         | Баратівська загальноосвітня школа, вчитель                              |
| 13                              | Одюшин Юрій Миколайович          | 03.11.2010            | середня          | позапартійний                         | Майорівський фельдшерсько-акушерський пункт, фельдшер                   |
| 14                              | Колісніченко Геннадій Васильович | 03.11.2010            | середня          | позапартійний                         | тимчасово не працює                                                     |
| 16                              | Шаповалова Альона Леонідівна     | 03.11.2010            | вища             | позапартійна                          | Майорівська загальноосвітня школа, вчитель                              |